# 卡烷内酯
心甾烷内酯（英語：Cardanolide）是一种C23甾类物质母結構，相对分子量为 344.531。其20(22)位置脱氢的化合物为心甾烯内酯（英語：Cardenolide）又称为强心甾，是许多强心苷的糖苷配基。